# Bieg łączony
Bieg łączony (skiathlon) - konkurencja w biegach narciarskich, składająca się z dwóch części, które zawodnicy pokonują różnymi stylami. Pierwszą połowę dystansu techniką klasyczną, zaś drugą - techniką dowolną. W połowie zawodnicy mają czas na zmianę sprzętu. Ze względu na różne wymagania stylów obydwie części biegu rozgrywane są na różnych trasach.
Dystans, na którym rozgrywa się zawody może się nieznacznie różnić. W ostatnich latach mężczyźni rywalizują na dystansie 30 km (2 x 15 km), zaś kobiety na dystansie 15 km (2 x 7,5 km). Wcześniej biegano na dystansach: mężczyźni - 10 km + 10 km lub 10 km + 15 km, a kobiety - 5 km + 5 km lub 5 km + 10 km.
Konkurencja jest w programie od Mistrzostw Świata w Narciarstwie Klasycznym 1993. Na igrzyskach olimpijskich po raz pierwszy pojawiła się w Lillehammer w 1994 r.